# Lijst van vergiften
Enkele bekende vergiften staan op deze lijst. Zie ook: vergif en giftigheid.

## Plantaardige vergiften
De meeste plantaardige vergiften behoren tot de alkaloïden en de secundaire plantenstoffen.
- abrine uit de paternostererwt
- atropine (uit wolfskers)
- cafeïne (uit koffie, thee en cola)
- cocaïne
- coniine
- curare
- digoxine en digitoxine (uit vingerhoedskruid)
- hyoscyamine
- morfine en heroïne (uit papaver)
- nicotine (uit tabaksplant)
- ouabaïne
- pyrrolizidine alkaloïden (Bijvoorbeeld Acetylerucifoline,Erucifoline,Seneciphylinne,Jacozine,Eruciflorine,Senecionine,Jaconine,Jacobine,Senkirkine ; in Jacobskruiskruid of Senecio jacobaea)
- ricine (uit de castorboon)
- strychnine
- taxine (uit de taxus)

## Vergiften van bacteriële oorsprong
- botuline
- difterietoxine
- tetanustoxine

## Vergiften van dierlijke oorsprong
- Reptielen
  - gif uit slangen
- kikkers en padden
  - Batrachotoxine: Gif van pijlgifkikkers
  - gif van de Mexicaanse woestijnpad
- vissen
  - tetrodotoxine (van de kogelvis)
- insecten
  - cantharidine uit de spaanse vlieg

## Vergiften van fungale oorsprong
- amatoxines uit onder meer sommige Amanita-soorten
- orellanines uit Cortinarius orellanus
- gyromitrine uit onder meer Gyromitra esculenta
- trichothecenen uit sommige Fusarium- en Trichoderma-soorten
- ochratoxines uit sommige Penicillium- en Aspergillus-soorten
- fumonisine uit sommige Fusarium-soorten
- zearalenon uit sommige Fusarium- en Gibberella-soorten
- muscarine uit Amanita muscaria, de meeste Inocybe-soorten en sommige Clitocybe-soorten
- coprine uit Coprinus-soorten
- patuline uit sommige Aspergillus-soorten
- aflatoxines uit sommige Aspergillus-soorten
- alternariolen uit Alternaria-soorten

## Vergiften van minerale oorsprong
- zware metalen
  - arseen
  - kwikverbindingen
  - loodwit
  - thallium
  - cadmium
  - polonium
- Overigen
  - cyaankali
  - blauwzuurgas
  - waterstofsulfide

## Zuiver synthetische vergiften
- Zenuwgassen
- Dioxine
- PCB
- Fosgeen
- Lijst van toxische gassen